# Salticus coronatus
Salticus coronatus là một loài nhện trong họ Salticidae.
Loài này thuộc chi Salticus. Salticus coronatus được Camboué miêu tả năm 1887.